# Palais Seriman
Le palais Seriman (ou Palais Seriman Contarini) est un palais de Venise situé dans le quartier de Cannaregio, avec deux façades : l'une sur la Salizada Seriman et l'autre sur le Rio del Gozzi.

## Histoire
C'est de ce palais dont parle Sansovino quand, après avoir nommé le palais Zeno ai Gesuiti, il ajoute que de ce côté du pont se trouve celui des Contarini, jadis construit par la maison Dolce. Un document de 1466 mentionne ce bâtiment, construit peut-être quelques années plus tôt par Pietro Como sur commande de la famille Dolce puis transmis à Contarina Contarini, épouse de Piero Priuli Michiel. Le 31 mai 1638, il fut acheté et transformé en maison familiale par Alberto Gozzi, qui possédait un magasin de tissus de soie dans la Calle dei Toscani au Rialto. Les Gozzi, qui appartenaient à une famille noble de Bergame, sont arrivés à Venise au XVIe siècle et ont été admis au patriciat en 1546 avec Alberto Gozzi. Ils s'éteignirent en 1698 avec un autre Alberto dont la veuve, Adriana Donà, s'étant retirée au couvent des Capucins de Castello et renonçant à l'usage et au fruit de toutes les propriétés, mit également en vente cet édifice qui fut acheté par la famille Seriman, ou Sceriman, en 1725. Les Seriman, d'origine arménienne de la ville d'Ispahan dans ce qui était alors la Perse, débarquèrent à Venise à la fin du XVIIe siècle pour échapper aux persécutions des Ottomans. Ils ont soutenu la république de Venise avec des sommes importantes, un montant de 72 000 ducats à l'appui de la guerre contre les Turcs et pour cela ils sont entrés dans la noblesse vénitienne.
Le bâtiment, qui a été le siège de l'Accademia degli Industriosi pendant plusieurs années, appartient maintenant aux Servantes de l'Enfant Jésus.

## Description
C'est un édifice de taille considérable qui préfigure le passage du gothique tardif à la Renaissance. Probablement, le bâtiment avait à l'origine un plan en C avec une cour et un escalier ouvert, où il y a maintenant une serliana, partiellement murée, dans la façade sur le rio. À l'arrière du bâtiment, il y a un beau jardin dans la zone où se trouvait autrefois un palais Venier, démoli au XIXe siècle, autrefois décoré de statues de Bernardo Falconi dans sa cour. A l'intérieur se trouve un intéressant escalier baroque conçu par Antonio Gaspari qui, vers la fin du XVIIe siècle, a également remodelé la façade donnant sur le jardin. Le plafond de l'escalier est orné d'une fresque représentant une Apothéose de la famille Sceriman, peinte par le peintre Mattia Bortoloni en 1727. À l'intérieur se trouvent également deux tableaux de Sebastiano Ricci : Eleazare et Rebecca au puits et Moïse défendant les filles de Jethro du XVIIe siècle.